# Zeschdorf
Zeschdorf è un comune di 1 272 abitanti del Brandeburgo, in Germania.

Appartiene al circondario (Landkreis) del Märkisch-Oderland (targa MOL) ed è parte della comunità amministrativa (Amt) di Lebus.

## Geografia antropica

### Suddivisioni amministrative
Il territorio comunale si divide in 3 zone (Ortsteil), corrispondenti al centro abitato di Alt-Zeschdorf e a 2 frazioni:
- Alt-Zeschdorf
- Döbberin
- Petershagen